# 2020년 하계 올림픽 아이슬란드 선수단
2020년 하계 올림픽 아이슬란드 선수단은 2021년 일본 도쿄에서 열린 2020년 하계 올림픽에 참가한 올림픽 아이슬란드 선수단이다.
아이슬란드는 2020년 도쿄 하계 올림픽에 출전했다. 원래 2020년 7월 24일부터 8월 9일까지 열릴 예정이었던 올림픽은 코로나19 범유행으로 인해 2021년 7월 23일부터 8월 8일로 연기되었다.
1912년 국가가 공식 데뷔한 이후, 아이슬란드 선수들은 전 세계적인 대공황(1920~1932)으로 인한 4번의 경우를 제외하고 하계 올림픽의 모든 대회에 출전했다. 개막식에서 국가들은 오십음 문자를 사용하여 일본 전통 문자 순서로 행진했다. 따라서 아이슬란드는 1928년부터 전통적으로 행진을 주도해 온 그리스와 난민 올림픽 팀에 이어 국가 퍼레이드에서 3위의 순서를 차지했다.

## 출전 선수
| 종목 | 남자 | 여자 | 전체 |
| ---- | ---- | ---- | ---- |
| 육상 | 1    | 0    | 1    |
| 사격 | 1    | 0    | 1    |
| 수영 | 1    | 1    | 2    |
| 전체 | 3    | 1    | 4    |

## 같이 보기
- 올림픽 아이슬란드 선수단